# Inopus flavus
Inopus flavus är en tvåvingeart som först beskrevs av James 1968.  Inopus flavus ingår i släktet Inopus och familjen vapenflugor. Inga underarter finns listade i Catalogue of Life.